# Península Beethoven
La península de Beethoven es una península cubierta de hielo, con fisuras profundas, de 100 km de largo en dirección noreste-suroeste y 100 km de ancho en su parte más ancha, formando la parte suroeste de la isla Alejandro I, que se encuentra en la parte suroeste de la Península Antártica.  En el lado sur de la península se encuentra la plataforma de hielo de Bach, mientras que el lado norte de la península está ocupado por la plataforma de hielo Wilkins.  En la península se encuentran la ensenada Mendelssohn, la ensenada Brahms y la ensenada Verdi. La plataforma de hielo de Bach, la punta Rossini y la punta Berlioz están a cierta distancia, en la bahía Ronne desde el Océano Austral.  La península de Beethoven es una de las ocho penínsulas de la isla Alejandro I. 

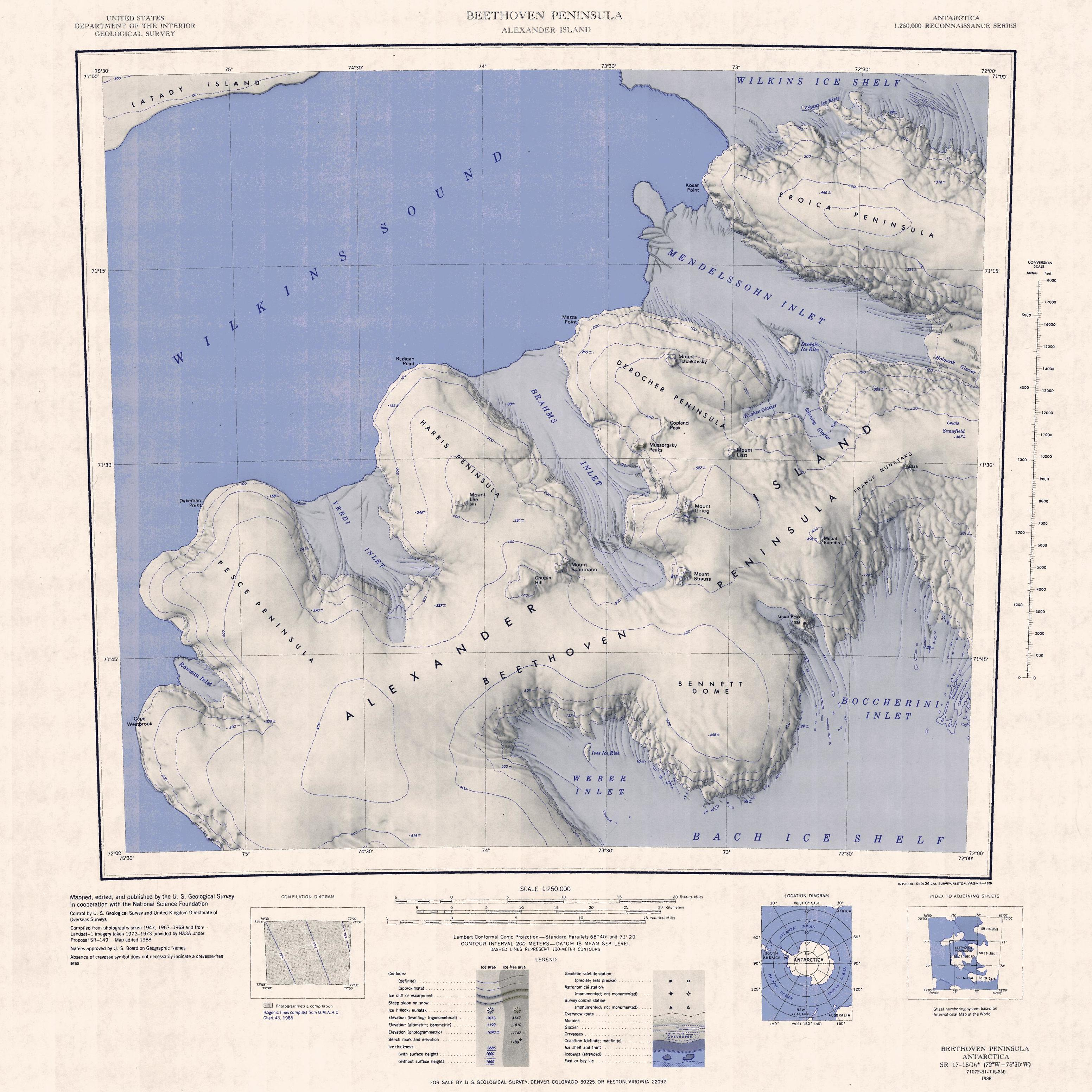
Mapa topográfico a escala 1: 250,000 de la península de Beethoven.

La península fue avistada por primera vez y fotografiada desde el aire en 1940 por el Servicio Antártico de EE. UU., que produjo el primer mapa aproximado del sudoeste de la isla Alejandro I. Fue revisada y fotografiada desde el aire por la Expedición Antártica Ronne, 1947–48, y se volvió a cartografiar según las fotos de la expedición por Derek JH Searle de la British Antarctic Survey en 1960.  Fue nombrada por el Comité antártico de topónimos del Reino Unido en honor al compositor Ludwig van Beethoven. 